# Piet Potgieter
Pieter Johannes „Piet“ Potgieter (* 24. Dezember 1822 in Commando Drift, Distrikt Cradock, Kapkolonie; † 6. November 1854 in Makapansgat, Transvaal) war ein Voortrekker-Anführer.

## Werdegang
Piet Potgieter wurde 1822 als zweiter Sohn und sechstes Kind von Elisabeth Helena Botha (1795–1841) und Andries Hendrik Potgieter (1792–1852) auf der Farm Commando Drift in der heutigen Provinz Ostkap geboren. Um sich der britischen Herrschaft zu entziehen, verließen die Potgieters 1835 mit vielen anderen Buren die Kapkolonie und zogen in das spätere Transvaal. In Potchefstroom heiratete Potgieter Elsje Maria Van Heerden (* 1824), Tochter von Carel Sebastiaan Van Heerden (* 1799). Das Paar bekam vier Töchter und drei Söhne. Ihr Sohn Pieter Johannes kam nach dem Tod seines Vaters am 19. Januar 1855 auf die Welt.
Im Jahr 1853 wurde Potgieter als Nachfolger seines verstorbenen Vaters zum Generalkommandanten im Nordteil von Transvaal gewählt. Er nahm 1854 an der Strafaktion gegen Mokopane teil, den Häuptling des Tlou-Stammes aus dem Volk der Ndebele. Dabei befehligte er 150 Mann. Er war persönlich von diesem Konflikt betroffen: Im August 1854 besuchte sein Onkel Field Cornet Hermanus Potgieter, Mitglied im Volksraad von Transvaal, den ansässigen Häuptling Mokopane, um ihn zu Zugeständnissen für den Handel mit Elfenbein und generellen Jagdrechten zu bewegen. Bedeutsam war die Tatsache, dass der Volksraad von Transvaal zuvor ein Gesetz erlassen hatte, das den Tauschhandel mit der lokalen Bevölkerung verbot und einen Verstoß dagegen mit einem Bußgeld von 37,10 Pfund Sterling ahndete. Das Ziel des Gesetzes war die Wahrung des Friedens. Durch sein Handeln verstieß sein Onkel eindeutig gegen dieses Gesetz. Als rauer Bewohner der Grenzregion neigte er zu Gewaltanfällen. Bei einem Streit verspottete einer der Söhne von Mokopane seinen Onkel, woraufhin dieser ihn auf der Stelle erschoss. Dieser Vorfall und andere ähnliche intoleranter Natur führten wiederum zu Gewaltakten von Mokopane und seinen Leuten. Im September 1854 töteten sie bei drei Angriffen mindestens 28 Siedler, darunter Frauen und Kinder. Unter den ersten Toten war auch sein Onkel, der am Boden befestigt und lebendig gehäutet wurde. Eine Stelle, an der eine Familie von Treckburen ums Leben kam, ist heute als Moorddrift bekannt.
Während jener Zeit schlossen sich Mokopane sechs andere Stämme an. Zusammen plünderten sie systematisch die Nachbarschaft: von abgeschiedenen Farmen am Soutpansberg und Waterberg bis in den Süden hin nach Rustenburg. Durch diese Vorkommnisse begannen die Siedler in den Süden zu fliehen. Um dem Treiben von Mokopane ein Ende zu setzen, marschierte Potgieter mit seinen Leuten auf Mokopanes Kraal, der nicht weit von der heutigen Stadt Mokopane lag und nördlich von Mahalakwena Drift (heutige Moorddrift). Mit der Unterstützung von Marthinus Wessel Pretorius unterstanden ihnen 550 Mann. Sogar Engländer, wie William Hartley aus Magaliesberge und Dr. Way aus Smithfield im Oranje-Freistaat, stießen hinzu. Mokopane und seine Leute wurden schließlich in ein enges Tal gedrängt, wo sie sich in eine Reihe von Höhlen (Makapansgat) verschanzten. Die Voortrekker konnten nicht hinein. Daher beschlossen sie, die Gipfel der Berge mit Dynamit zu sprengen, um die Eingänge zu blockieren und Mokopane mitsamt seinen Leuten unter Trümmern von Stein zu begraben. Das Vorhaben scheiterte allerdings. Daher beschlossen sie, sie auszuhungern. Jeder, der versuchte, die Höhlen zu verlassen, wurde erschossen. Um dies sicherzustellen, wurden während der Nacht Feuer angezündet und jeder Zugang ununterbrochen bewacht. Die Belagerung der Höhlen begann am 25. Oktober und dauerte bis zum 21. November 1854. Während dieser Zeit fanden auch mehrere Schüsse aus den Höhlen ihr Ziel. Am 6. November 1854 wurde Potgieter von einer Kugel tödlich verwundet, als er gerade neben Paul Kruger stand. Er starb sofort. Als Reaktion daraufhin zog man 1500 Bäume vor die Höhleneingänge, um sie alle zu blockieren. Nach vielen Tagen des Hungerns und halb wahnsinnig vor Durst begann die Leute, darunter Frauen und Kinder, aus den Höhlen zu kriechen. Der Gestank aus den Inneren der Höhlen war unerträglich geworden. Jeder, der zum Vorschein kam, wurde sofort erschossen. Mehr als 1000 Menschen fanden so den Tod. Die meisten Stämme in und um das Gebiet unter Häuptling Mokopane wurde dadurch vernichtet.

## Ehrungen
Die Stadt Potgietersrust trug von 1858 bis zu ihrer Umbenennung 2003 ihm zu Ehren seinen Namen.